# Lubomír Kaválek
Lubomír Kaválek (9. srpna 1943 Praha – 18. ledna 2021 Reston, Virginie) byl československý a americký šachista.

## Život a šachová kariéra
Byl synem Lubomíra Kaválka (1916–2006), filmového scenáristy a asistenta režie, který na podzim roku 1949 emigroval. 
Studoval na Vysoké škole dopravní v Žilině. Tu však nedokončil a stal se šachovým profesionálem. Oficiálně byl zaměstnán jako redaktor v denících Práce a Mladá fronta. V letech 1962 a 1968 zvítězil v Mistrovství Československa v šachu. Když v roce 1962 poprvé vyhrál Mistrovství Československa v šachu, bylo mu pouze 19 let a byl nejmladším šachistou, který kdy národní mistrovství vyhrál. V roce 1965 získal v Helsinkách titul mezinárodního velmistra.

### Emigrace
V roce 1968, v době sovětské invaze, byl na turnaji v Polsku, odkud utekl do SRN. Andrew Soltis o něm napsal, že byl největší ztrátou, kterou kdy československý šach utrpěl.
V roce 1970 emigroval do USA, cestou do USA se zúčastnil mezinárodního turnaje v Caracasu, kde první polovinu turnaje odehrál pod československou vlajkou a druhou pod hlavičkou USA, i když měl ještě občanství Československa. Jako vůbec první na světě odehrál turnaj za dva státy.

### USA
Po příjezdu do USA studoval krátce slavistiku a pracoval pro Hlas Ameriky. Vlivem šachového boomu zásluhou Roberta Fischera se však rozhodl pro dráhu šachového profesionála. V sedmdesátých a osmdesátých letech se pravidelně účastnil nejvýznamnějších šachových turnajů a patřil mezi stovku nejlepších šachistů světa. Nejvyšší Elo FIDE 2625 dosáhl v roce 1974. V té době byl na 10. místě světového žebříčku.
Celkem třikrát vyhrál americké mistrovství v šachu (1972, 1973 a 1978). Na šachových olympiádách dovedl americký tým k zisku jedné zlaté a pěti bronzových medailí, což je dosud nepřekonaný rekord. V roce 2001 byl uveden do Světové síně šachové slávy.
Jako sekundant pomohl Bobbymu Fischerovi k titulu mistra světa v roce 1972. Později byl trenérem Angličana Nigela Shorta. O šachách napsal pět knih, mezi lety 1986 a 2010 psal pravidelné šachové sloupky pro deník Washington Post, poté přispíval každý týden do The Huffington Post.
Zúčastnil se celkem devíti šachových olympiád (dvakrát za Československo a sedmkrát za USA) a získal 1 zlatou a 5 bronzových olympijských medailí.